# Fritz W. Hammer
Fritz Wilhelm Hammer (Dresde, Sajonia, Imperio alemán, 1889; - Guaranda, Bolívar, Ecuador, 4 de marzo de 1938) fue uno de los pioneros alemanes de la aviación mundial. 

## Biografía
Para 1912 había diseñado y construido un monoplano, en el cual el piloto August Birkmaier se accidentó el 4 de octubre de ese mismo año.
El 2 de septiembre de 1913, Fritz W. Hammer obtuvo su licencia de piloto (n.º 499). En los aviones del fabricante alemán Gothaer Waggonfabrik se convirtió en un reconocido piloto de la marina durante la Primera Guerra Mundial.
Estaba casado con Dora "Docky" Simons, hija de Walter Simons quien fuera nombrado posteriormente Ministro de Relaciones Exteriores de la entonces República de Weimar (1920-21) y presidente del Tribunal Supremo de Alemania de 1922 a 1929. 
El 4 de agosto de 1920 llegaron a Colombia en el vapor "Crijussen", los dos primeros hidroaviones Junkers F 13  de SCADTA, Fritz W. Hammer que se desempeñaría como jefe de pilotos, Hellmuth von Krohn (aviador) y Wilhelm Schnurbusch (ingeniero).
El 5 de septiembre de 1920 realizó el vuelo inaugural de la Sociedad Colombo-Alemana de Transportes Aéreos (SCADTA) en un Junkers F 13  bautizado con el nombre de "Colombia". Participó en los primeros vuelos de exploración de la SCADTA. La compañía utilizó el cauce del río Magdalena como su ruta de operación desde la ciudad de Barranquilla hacia el interior del país.   
El 5 de mayo de 1924, Aero Lloyd AG (más tarde Lufthansa) y la empresa comercial Schlubach-Theimer, con sede en Hamburgo, firmaron un contrato con SCADTA para establecer el Condor Syndikat. La participación de Fritz W. Hammer junto a Peter Paul von Bauer, fue muy importante para el desarrollo de este proyecto que pretendía el desarrollo de nuevas línea aéreas, el poner a prueba los nuevos hidroaviones alemanes en las condiciones del trópico y capacitar el personal de vuelo para las futuras rutas de larga distancia. Fritz W. Hammer fue nombrado su director.

## Viaje por América Central y Cuba hasta la Florida
Con la promesa de un subsidio que el gobierno colombiano de Pedro Nel Ospina les entregaría a mediados de 1925, Fritz W. Hammer tramitó a través del Condor Syndikat la compra de los botes voladores Dornier Do J que fueron entregados a principios de ese año. Los aviones que fueron empacados en grandes cajas para ser enviados por barco a Colombia. Debido al gran tamaño de las piezas y la imposibilidad de transportarlos desde el puerto por ferrocarril hasta los hangares en Barranquilla, el primer avión (I-DOOR que luego se bautizaría como A-19 "Atlántico") fue ensamblado en Puerto Colombia a donde había llegado el 16 de enero de 1925. El otro avión (I-DALG que luego se bautizaría como A-20 "Pacífico") se desembarcó en la isla holandesa caribeña de Curazao, donde SCADTA había adquirido previamente una propiedad. El avión fue ensamblado allí por el ingeniero y aviador Hermann Teegen y el aviador Freiherr von Buddenbrock.
El 8 de abril de 1925 tuvo lugar el traslado de las aeronaves hasta el occidente colombiano desde Curazao. Ambos aviones todavía conservaban sus registros italianos (I-DOOR y I-DALG). Se realizó un vuelo de prueba con el que sería bautizado como "Pacífico" desde Barranquilla a La Guaira y Curazao. Se realizaron un total de cuatro vuelos locales desde Curazao. El costo del pasaje sería de 20 dólares. También se promocionó el primer correo aéreo de Curazao a La Guaira y Maracaibo. Los pasajeros en este vuelo pagaron 70 dólares. Las personas con más de 70 kilogramos de peso, pagaron un dólar adicional por cada kilogramo. El 4 de julio de 1925 el avión voló por primera vez a la isla de Aruba (Antillas Neerlandesas). Aterrizó en Oranjestad con el gobernador Nicolaas Johannes Laurentius Brandtjes a bordo. Después de numerosos vuelos de ida y regreso y de prueba en un área sin explotar para el tráfico aéreo, los dos aviones fueron bautizados el 2 de agosto de 1925 en Barranquilla con los nombres "Atlántico" (A-19) y "Pacífico" (A-20).
El 10 de agosto de 1925 los dos Dornier Do J iniciaron un vuelo de reconocimiento a través de América Central, Cuba y la Florida como destino final. Al comando del "Atlántico" estaba Fritz W. Hammer y del "Pacífico", el piloto Freiherr von Buddenbrock, recién llegado a SCADTA. La misión estaba bajo la dirección del Peter Paul von Bauer, quien explicaría a los gobernantes de los país centroamericanos la idea de crear una red de aerolíneas ínter-americana, pretendiendo con ello obtener los derechos de vuelo apropiados. 
El itinerario de los dos botes voladores fue: Barranquilla - Cartagena de Indias 10 de agosto - Colón (Panamá) 12 de agosto - Limón (Costa Rica) 15 de agosto - Managua (Nicaragua) 17 de agosto - Amapala (Honduras) 20 de agosto - La Libertad (El Salvador) 20 de agosto - Puerto Barrios (Honduras) - Ciudad de Belice - Cozumel (México) - La Habana (Cuba) 20 de septiembre. Luego de muchos trámites con el gobierno norteamericano, se autorizó el ingreso del Dornier Do J "Pacífico", que voló llegó a Miami el 6 de enero de 1926 y luego a Palm Beach (Florida) el 9 de enero de 1926.
Se consiguieron derechos de sobrevuelo y aterrizaje de parte de algunos gobiernos centroamericanos, pero el gobierno de Estados Unidos se negó a hacerlo. No ayudó, aunque representantes de alto rango del correo y la Cámara de Comercio apoyaron la idea. El Departamento de Guerra no quería renunciar a su soberanía sobre el importante Canal de Panamá para la guerra, ni siquiera en forma de una subsidiaria apoyada por SCADTA. La administración de los Estados Unidos temía demasiada influencia de SCADTA en el área de América Central y emprendió, a pesar de todo, la forma de realizar este proyecto. 
Preocupados por los avances obtenidos por SCADTA, los comandantes del ejército norteamericano, Henry "Hap" Arnold y Carl Spaatz propusieron el establecimiento de una netamente aerolínea estadounidense como contrapeso a la aerolínea colombo-alemana. Fue así, este vuelo de SCADTA fue la ocasión para el establecimiento de Pan American Airways en los Estados Unidos. En 1925, la Ley de correo aéreo fue firmada por todos los países de las Américas.

## Sindicato Cóndor Ltda. y SEDTA
En 1927, participó en la creación de la aerolínea brasileña Sindicato Cóndor Ltda., que posteriormente sería Serviços Aéreos Cruzeiro do Sul. Formó la base para el tráfico transatlántico de América del Sur a partir de 1933.
En 1937, fundó la Sociedad Ecuatoriana de Transportes Aéreos (SEDTA) en la que Lufthansa participaba. La muerte accidental en 1938 de Fritz W. Hammer, quien había impulsado la compañía gracias a su buen conocimiento de las condiciones sudamericanas, retrasó su desarrollo. La licencia de aviación que aún no se había otorgado, no impidió que Lufthansa llevara a cabo un servicio aéreo provisional entre Quito y Guayaquil a partir de julio de 1938, en un Junkers Ju 52 / 3m ya provisto por Lufthansa.

## Muerte
El 4 de marzo de 1938, Fritz W. Hammer murió en el accidente de un Junkers W 34 durante un vuelo de Quito a Guayaquil, mientras sobrevolaba Guaranda. Su tumba se encuentra en el cementerio forestal alemán en Quito.

## Enlaces Web
- Ausführliche Geschichte der SCADTA de Bernd Woehlbrandt (alemán)
- Historia de Avianca
- Deutsche Flugpioniere in Südamerika zeit.de, del 3. Juni 1954 (alemán)
- Volando sobre la ruta de los vapores: los comienzos de Scadta, 1919–1930
- COLOMBIA AL VUELO banrepcultural.org.
- Deutscher Luftverkehr in Südamerika (alemán)
- Unglaubliche Geschichten aus Kolumbien, von Rüdiger May (alemán)

- Datos: Q63683421